# Günter Krings

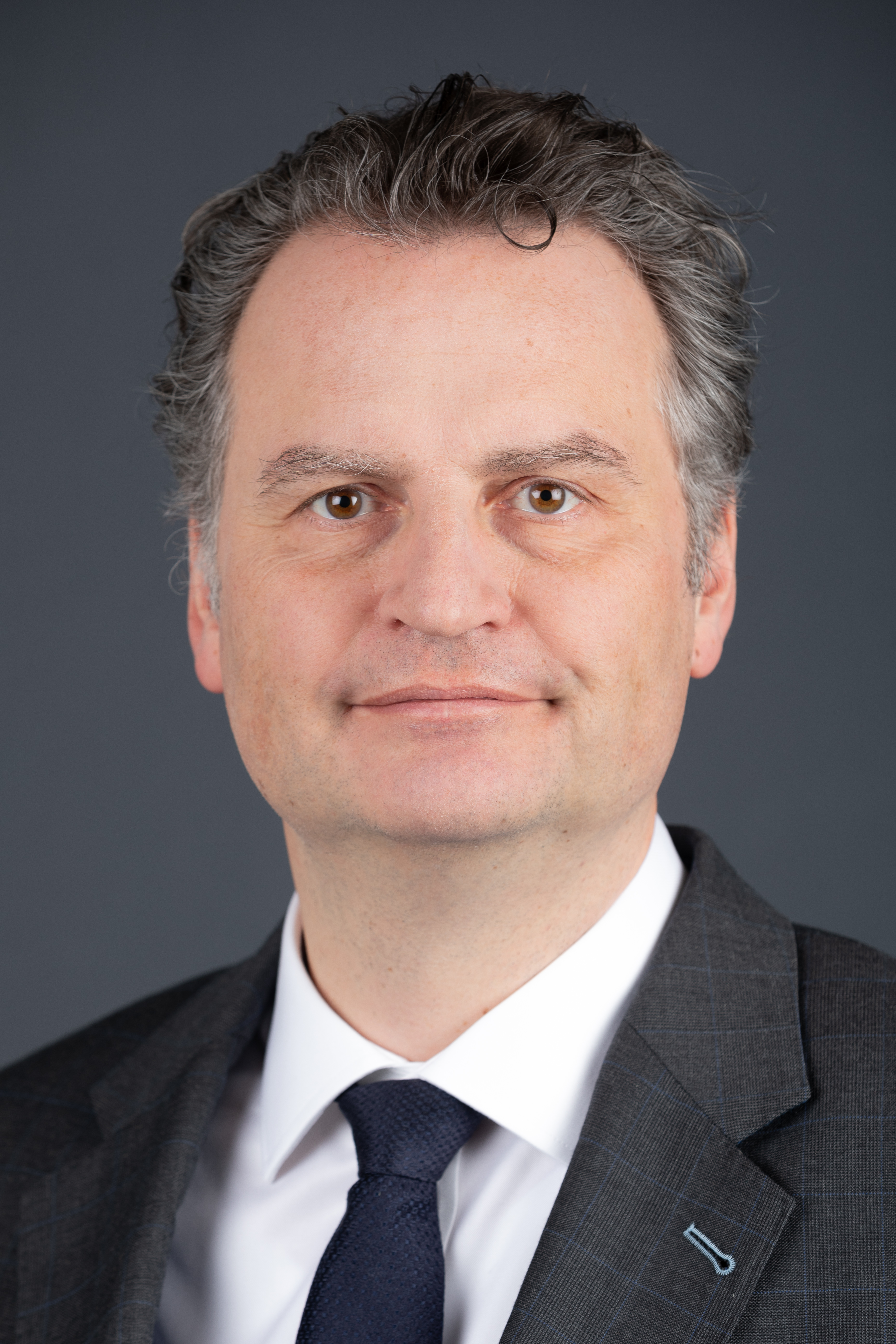
Günter Krings (2020)

Günter Krings (* 7. August 1969 in Rheydt) ist ein deutscher Politiker (CDU) und Jurist.
Seit 2002 ist er Mitglied des Deutschen Bundestages. Von Dezember 2013 bis zum Dezember 2021 war er Parlamentarischer Staatssekretär beim Bundesminister des Innern. Seit dem 23. Januar 2017 ist er zudem Vorsitzender der CDU-Landesgruppe NRW im Deutschen Bundestag.
Seit dem 13. Mai 2025 ist er stellvertretender Fraktionsvorsitzender für die Themen Recht, Verbraucherschutz, Innen, Vertriebene, Aussiedler, deutsche Minderheiten und Petitionen.

## Beruflicher Werdegang / Privatleben
Nach dem Abitur 1989 am Hugo-Junkers-Gymnasium in Mönchengladbach-Rheydt absolvierte Krings als Stipendiat der Konrad-Adenauer-Stiftung ein Studium der Rechtswissenschaft an der Universität zu Köln, welches er 1994 mit dem ersten juristischen Staatsexamen abschloss. Anschließend studierte er als Fulbright-Stipendiat US-amerikanisches und internationales Recht an der Temple University in Philadelphia und erwarb hier 1995 den Grad eines Master of Laws (LL.M.).
Nach dem juristischen Referendariat legte Krings 1997 die zweite Staatsprüfung ab und war anschließend als wissenschaftlicher Mitarbeiter am Institut für Staatsrecht an der Universität zu Köln tätig. Dort wurde er 2002 zum Dr. jur. promoviert. Krings ist seit 1998 als Rechtsanwalt zugelassen und lehrt seit 2004 als Lehrbeauftragter und seit 2010 als Honorarprofessor an der rechtswissenschaftlichen Fakultät der Universität zu Köln. Er ist Mitglied der Forschungsstelle Nachrichtendienste an der Universität zu Köln.
Krings war als ein möglicher Nachfolger für Ferdinand Kirchhof als Richter des Bundesverfassungsgerichts im Gespräch, scheiterte jedoch am Widerstand der Grünen. Für die Nachfolge des Bundesverfassungsrichters Peter Müller war Krings im August 2023 erneut im Gespräch.
Nach eigenen Angaben wohnt er bis heute (2024) in seinem Elternhaus in Herrath (einem Teil der früheren Gemeinde Wickrath, heute zu Mönchengladbach gehörend).

## Politisches Engagement
Krings trat 1983 in die Junge Union (JU) und 1985 in die CDU ein. In der JU engagierte er sich von 1989 bis 1994 als Vorsitzender der Jungen Union Wickrath des JU-Bezirksverbandes Niederrhein. Von 2005 bis 2010 war Krings zudem stellvertretender Landesvorsitzender des Evangelischen Arbeitskreises (EAK) der CDU in Nordrhein-Westfalen. Er war von 1998 bis 2014 stellvertretender Vorsitzender des CDU-Bezirksverbandes Niederrhein. Seit 2014 ist er dessen Vorsitzender. Von 2011 bis 2019 war er stellvertretender Vorsitzender der Mittelstands- und Wirtschaftsvereinigung (MIT) der CDU NRW. 2002 wurde er stellvertretender Vorsitzender des CDU-Kreisverbandes Mönchengladbach. Von 2010 bis 2021 war er Vorsitzender des Kreisverbandes. Seit 2005 ist Krings zudem Mitglied im Landesvorstand der CDU Nordrhein-Westfalen.

## Bundespolitik
Günter Krings ist seit den Bundestagswahlen 2002 Mitglied des Deutschen Bundestages und zog stets als direkt gewählter Abgeordneter des Wahlkreises Mönchengladbach ein. Im Bundestag war er zunächst Mitglied im Rechtsausschuss und im Ausschuss für Kultur und Medien. Dort übernahm er unter anderem die Berichterstattung für das Urheberrecht.
Von 2002 bis 2005 war Krings Vorsitzender der Jungen Gruppe in der CDU/CSU-Bundestagsfraktion und hat sich hier für das Thema Generationengerechtigkeit eingesetzt. Von 2005 bis 2009 setzte er dieses Engagement als Vorsitzender des Parlamentarischen Beirates für nachhaltige Entwicklung (PBNE) fort. In diesen Funktionen gehörte er dem Fraktionsvorstand an.
Er vertrat von 2007 bis 2017 die CDU/CSU-Abgeordneten der Europa-Union Deutschland in der Bundestags-Parlamentariergruppe. Er war bis 2017 außerdem stellvertretender Vorsitzender der deutsch-amerikanischen Parlamentariergruppe.
2008 wurde Günter Krings zum Justiziar der CDU/CSU-Bundestagsfraktion gewählt und koordiniert seither für seine Fraktion die Richterwahlen zu den obersten Bundesgerichten. Nach der Wahl 2009 wurde er mit 96 % zum stellvertretenden Vorsitzenden der CDU/CSU-Bundestagsfraktion gewählt. Dabei umfasst sein Tätigkeitsfeld hauptsächlich die Bereiche der Rechts- und Innenpolitik. Außerdem zählen die Bereiche Sport und Ehrenamt, Vertriebene, Flüchtlinge und Aussiedler sowie Nachhaltigkeit zu seinem Ressort.
Seit 2009 ist Krings auch Vorsitzender des Bundesarbeitskreises Christlich-Demokratischer Juristen (BACDJ), der Juristenvereinigung der CDU Deutschlands. Er ist in dieser Eigenschaft beratendes Mitglied des CDU-Bundesvorstands.
Im Bundestag, der die Hälfte der Richter des Bundesverfassungsgerichts bestimmt, war Krings bis 2013 eines von 12 Mitgliedern des Wahlausschusses. Krings war vom 17. Dezember 2013 bis zum 8. Dezember 2021 Parlamentarischer Staatssekretär beim Bundesminister des Innern.
Seit dem 23. Januar 2017 ist er Vorsitzender der CDU-Landesgruppe NRW im Deutschen Bundestag.
Vom 1. November 2017 bis 10. April 2018 war Krings Beauftragter der Bundesregierung für Aussiedlerfragen und nationale Minderheiten.
Von Dezember 2021 bis Mai 2025 war er rechtspolitischer Sprecher der CDU/CSU-Fraktion im Deutschen Bundestag. Seit 2025 ist er deren stellvertretender Sprecher und für die Themen Innen- und Rechtspolitik zuständig.

## Ehrenamtliches Engagement
Krings ist evangelisch-reformiert, Mitglied des Reformierten Bundes und der Kreissynode Gladbach-Neuss. Er ist Co-Vorsitzender der Fachgruppe Constitution, Legislation and Public Law der Deutsch-amerikanischen Juristenvereinigung (DAJV) sowie Vorsitzender der Deutschen Gesellschaft für Gesetzgebung. Er ist stellvertretender Vorsitzender des Kuratoriums der Stiftung Forum Recht und der überparteilichen Europa-Union Deutschland, die sich für ein föderales Europa und den europäischen Einigungsprozess einsetzt.

## Auszeichnungen
2024 wurde Krings mit dem Bundesverdienstkreuz am Bande ausgezeichnet.

## Politische Positionen

### Urheberrecht
Als Berichterstatter der CDU/CSU-Bundestagsfraktion für das Geistige Eigentum und das Urheberrecht im Rechtsausschuss des Deutschen Bundestages begleitete er die Urheberrechtsnovellen des ersten (2003) und des zweiten Korbes (2008). Dabei hat er sich für einen „Sinkflug der Pauschalabgaben“ und die Stärkung des Urheberrechts eingesetzt. Als stellvertretender Fraktionsvorsitzender der CDU/CSU-Bundestagsfraktion im Bereich der Rechtspolitik gestaltet er auch weiterhin die Politik seiner Fraktion im Urheberrecht und der Netzpolitik. Er forderte im Jahr 2012 ein neues Strafrecht für Immaterialgüter und die Einführung eines neuen Straftatbestands zum Schutz des geistigen Eigentums.

### Terrorismusbekämpfungsgesetz
Im April 2011 forderte Krings die Verlängerung des Terrorismusbekämpfungsgesetzes (TBEG), welches ursprünglich zum 10. Januar 2012 auslaufen sollte. Diese erlaubt es Bundesnachrichtendienst, Bundesverfassungsschutz und Militärischem Abschirmdienst auf Fahrzeug- und Halterdaten zuzugreifen, den Postverkehr zu prüfen, Konto-, Telekommunikations- und Fluggastdaten abzufragen, Mobiltelefone zu orten. Krings erklärte, die Union werde „Rückschritte bei den Anti-Terror-Gesetzen“ nicht akzeptieren. Hierbei verknüpfte er die Zustimmung der Union zur Abschaffung der Regelung zur Sperrung von Webseiten mit dem Zugeständnis der FDP, die Anti-Terror-Datei fortzuführen und das TBEG zu entfristen. Im November 2011 wurde ein Großteil der auslaufenden Anti-Terror-Gesetze schließlich um weitere 4 Jahre sowie dann durch (Art. 5 des Gesetzes zur Verlängerung der Befristung von Vorschriften nach den Terrorismusbekämpfungsgesetzen) weiter bis zum 10. Januar 2021 verlängert. Die Regelungen mussten zum 10. Januar 2021 erneut evaluiert werden (Art. 5 des Gesetzes zur Verlängerung der Befristung von Vorschriften nach den Terrorismusbekämpfungsgesetzen). Bei der zu diesem Termin vorgesehenen Evaluierung wurde die Befristung der Regelungen aufgehoben.

### Vorratsdatenspeicherung
2011 forderte Krings die damalige Bundesjustizministerin Sabine Leutheusser-Schnarrenberger mehrfach auf, die EU-Richtlinie zur Vorratsdatenspeicherung (Mindestspeicherfristen) endlich umzusetzen. Krings kritisierte, es sei „peinlich“, dass sie nach einem Jahr „nicht einmal einen europarechtstauglichen Vorschlag präsentiert“ habe. Aus seiner Sicht sei die „permanente Verletzung des europäischen Rechts“ nicht länger hinnehmbar. Krings sprach in diesem Zusammenhang von einem „Karneval des Rechtsstaates“, da es aus seiner Sicht für die Bekämpfung mancher Verbrechen keine Ermittlungsalternativen zur Vorratsdatenspeicherung gebe.

### Äußerungen zum Klarnamenzwang im Internet
Krings sprach sich dafür aus, dass in sozialen Netzwerken keine Pseudonyme benutzt werden sollten. Zusammen mit dem innenpolitischen Sprecher der CDU/CSU-Bundestagsfraktion Hans-Peter Uhl sagte er: „Wir brauchen eine solche Kultur der Offenheit und keine Foren oder Netzwerke, in denen man sich feige in die Anonymität flüchten kann. Nur in bestimmten Sondersituationen, etwa bei Kinder- und Jugendschutz oder bei Selbsthilfegruppen, kann Anonymität sinnvoll sein.“ Diese Äußerungen erfolgten in der Diskussion über einen Klarnamenzwang im sozialen Netzwerk Google+ und vor dem Hintergrund der Mobbing-Plattform isharegossip.
Bundesinnenminister Hans-Peter Friedrich hat diesen Vorschlag mit Blick auf die Anschläge in Norwegen im Juli 2011 aufgegriffen.

### Gleichstellung von Homosexuellen
Krings hat in der Vergangenheit wiederholt die Entscheidungen des Bundesverfassungsgerichts im Bezug auf die Gleichstellung von einer Ehe im Sinne des Art. 6 GG und der Eingetragenen Lebenspartnerschaft kritisiert. Im Besonderen richtet sich sein Blick dabei auf Art. 6 GG, der seiner Ansicht nach durch die Rechtsprechung des Bundesverfassungsgerichts ausgehöhlt wird. Aus Art. 6 GG wird grundsätzlich ein Förderungsgebot der Ehe auf der einen Seite und ein Beeinträchtigungsverbot auf der anderen Seite hergeleitet. Diese Wertentscheidungen des Grundgesetzes sieht Krings durch die fortschreitende Gleichstellung von Ehe und Eingetragener Lebenspartnerschaft gefährdet.
Kritik erfuhr Krings für seine Äußerung gegenüber der BILD-Zeitung, er „halte es [...] gesetzesökonomisch für fragwürdig, für wenige tausend betroffene Fälle Dutzende von Gesetzen zu überarbeiten“.

### Präimplantationsdiagnostik
Krings war einer der Initiatoren für ein Verbot der Präimplantationsdiagnostik.

### Demographie
Krings leitet die Projektgruppe Demographie der CDU/CSU-Bundestagsfraktion. Er tritt für schonenden Ressourcenumgang ein, um den zukünftigen Generationen möglichst viele Handlungsoptionen offenzuhalten. Als geeignetes Mittel dafür sieht er die Schuldenbremse im Grundgesetz an. Beim Thema Geburtenrate plädiert er für „Bescheidenheit der Politik“. Es gebe sinnvolle Maßnahmen wie das Elterngeld, aber dies habe auch nicht zur Erhöhung der Geburtenrate geführt. Er findet es beruhigend, dass die Frage, ob sich Menschen für oder gegen Kinder entscheiden, im Wesentlichen eine persönliche und nicht in erster Linie eine finanzielle Entscheidung ist.

### Volksabstimmungen
Krings gab 2013 während der Koalitionsgespräche zwischen Union und SPD bekannt, dass die CDU-Bundestagsfraktion eine Aufnahme von Volksabstimmungen in den Koalitionsvertrag ablehne.

### Wahlrechtsreform für den Deutschen Bundestag
Krings kritisiert die von der seit 2021 amtierenden Bundesregierung erarbeitete Wahlrechtsreform. Er befürwortet den von der CDU/CSU favorisierten Ansatz, bei dem vor allem CDU/CSU und SPD als wahrscheinlichste Empfänger von nicht mehr auszugleichenden Überhangsmandaten profitieren würden.

### Verschlüsselte Internetverbindung
Krings möchte, dass die Verschlüsselung von Internetverbindungen eingeschränkt wird. Bestimmte Nutzungen des für Whistleblower wichtigen Netzwerks Tor sollten strafbar sein: „Ich verstehe, warum das Darknet einen Nutzen in autokratischen Systemen haben kann. Aber in einer freien, offenen Demokratie gibt es meiner Meinung nach keinen legitimen Nutzen.“

### Vereinte Nationen und Gazakrieg
Krings kritisierte im Dezember 2023 in einem Interview gegenüber Legal Tribune Online die Anwendung des Artikel 99 der Charta der Vereinten Nationen durch UN-Generalsekretär António Guterres, mit der dieser den UN-Sicherheitsrat zum Handeln zugunsten der Zivilisten im Gazastreifen aufrief. Krings warf Guterres vor, einseitig Partei zu ergreifen und stellte fest: „Die UN muss darauf achtgeben, dass sie nicht eine Täter-Opfer-Umkehr vornimmt. Dass der Generalsekretär seine Rechte aus Art. 99 der UN-Charta einseitig gegen Israel genutzt hat, während er das in vielen anderen, nicht weniger schlimmen Konflikten nicht getan hat, hat nicht nur mich verwundert“. Zu den Warnungen der UN über die humanitäre Situation im Gazastreifen erklärte Krings: „Auch Berichte der UN müssen mit einer gewissen Zurückhaltung betrachtet werden.“

### Sondertribunal
Krings wirbt für die Einsetzung eines völkerrechtlichen Sondertribunals als Reaktion auf den russischen Angriffskrieg gegen die Ukraine. Das Sondertribunal soll das Verbrechen des Angriffskrieges, welches durch den russischen Präsidenten Putin und seine politischen und militärischen Gefolgsleute begangen wurde, untersuchen und aburteilen. Der Internationale Strafgerichtshof kann zwar russischen Kriegsverbrechen und Verbrechen gegen die Menschlichkeit auf ukrainischem Gebiet verurteilen. Der Straftatbestand des Verbrechens der Aggression, also der Planung oder Ausführung des Angriffskrieges, kann dort dagegen nicht verhandelt werden. Krings hat als erster deutscher Abgeordneter die internationale Petition für die Errichtung des speziellen Gerichtshofes nach dem Beispiel des Internationalen Militärtribunals in Nürnberg unterzeichnet und initiierte den Antrag der CDU/CSU-Bundestagsfraktion „Konsequente Reaktion des Rechtsstaates auf den russischen Angriffskrieg ermöglichen – Sondertribunal einrichten“.